# Смайлик (журнал)
Журнал «Смайлик» — український розважально-пізнавальний журнал для дітей молодшого шкільного віку, видається з 2011 року та розповсюджується в усіх областях України. Щомісячний наклад становить 15 000 примірників.

## Про журнал
«Смайлик» — це освітній журнал, що містить кросворди, сканворди, шифровки, лабіринти, фокуси, жарти тощо. Журнал має на меті зменшити залежність дитини від ґаджетів та прищепити любов до читання. Пізнавальні та інтелектуальні завдання у кожному номері поповнюють знання про навколишній світ, розвивають логічне мислення, спостережливість, кмітливість, увагу. За допомоги журналу діти в ігровій формі вивчать та закріплять англійські слова. А оригамі-саморобки надихнуть дитину до творчості, бажання робити щось своїми руками.

## Рубрики
- Світ тварин
- Хочу знати все — чомучка для допитливих
- Притчі та казки
- Орігамі — вироби своїми руками
- Вчимо англійську мову
- Весела перерва — смішинки для дітей
- Досліди та експерименти
- Лабіринти
- Шифровки
- Сканворди, кросворди, головоломки
- Вчимося малювати

## Призи
Щоб заохотити дітей до читання, щомісяця серед своїх читачів журнал розігрує близько 50 призів (книги, настільні ігри, спортивний інвентар, тощо).
Раз в рік серед передплатників журналу «Смайлик» розігрується смартфон. Журнал не містить жодних рекламних чи комерційних оголошень.